# Onur Tuna
Onur Tuna (Çanakkale, 2 de julio de 1985) es un actor, cantante y modelo turco.

## Biografía
Onur Tuna nació el 2 de julio de 1985 en Çanakkale (Turquía), es de origen turco y emigró de Salónica por parte de su madre, que está jubilada de la oficina de tierras, mientras que su padre y su hermano son profesores de matemáticas. Desde sus años de escuela secundaria ha jugado baloncesto, voleibol, tenis de mesa y fútbol en Bosch.

## Carrera
Onur Tuna, a la edad de seis años, hizo su primera aparición en el escenario del teatro interpretando el papel de İbiş. Durante sus años de secundaria y preparatoria participó en representaciones teatrales y después de graduarse en una escuela secundaria en Bursa decidió matricularse en la facultad de economía de la Universidad Dokuz Eylül, donde también continuó su formación vocal en música artística durante un año en el conservatorio estatal de música de la Universidad de Ege. Durante los años que pasó estudiando en la Universidad de Esmirna continuó participando en representaciones teatrales, donde recibió formación actoral en el Centro de Arte Müjdat Gezen durante unos tres años y trabajó como fotógrafo modelo durante cuatro años en la agencia Neşe Erberk. Más tarde decidió mudarse a Estambul, donde tomó clases privadas de actuación frente a la cámara.
En 2011 y 2012 hizo su primera aparición en la pantalla chica con el papel de Siraç Bakırcı en la serie emitida en ATV Hayat Devam Ediyor. En 2013 interpretó el papel de Ali Taner Atahan en la serie emitida en ATV Huzur Sokağı. En 2014 debutó en el cine con el papel de Atıl en la película Bi Küçük Eylül Meselesi dirigida por Kerem Deren. De 2014 a 2016 fue elegido para interpretar el papel de la protagonista Filinta Mustafa en la serie emitida en TRT 1 Filinta.
En 2016 y 2017 interpretó el papel de Ömer Korkmaz en la serie emitida en Show TV Cesur Yürek. Apasionado de la música, en 2018, lanzó los EP Uzay Misali, Ben Özlerim, Korkmadım y Etrafı Kalabalık, todas canciones del álbum Uzay Misali. En 2018 y 2019 fue elegido como Alihan Taşdemir en la serie emitida en Fox Yasak Elma. Para esta última serie también compuso dos canciones para la banda sonora de dos episodios: Korkmadım para el episodio 10 y Ben Özlerim para el episodio 31. En 2019 lanzó el sencillo Yangın Yeri.
De 2019 a 2021 fue elegido para interpretar el papel del doctor Ferman Eryiğit en la serie médica emitida en Fox Mucize Doktor, junto a los actores Taner Ölmez, Sinem Ünsal, Hazal Türesan, Murat Aygen, Özge Özder y Reha Özcan. En 2020 interpretó el papel de Kerem Babayiğit en la película Ağır Romantik dirigida por Deniz Denizciler. En 2021 y 2022 interpretó el papel del protagonista Fırat Bulut en la serie emitida en Fox Mahkum, junto a los actores İsmail Hacıoğlu, Melike İpek Yalova, Hayal Köseoğlu, Seray Kaya y Gökçe Eyüboğlu.
En 2022 interpretó el papel de Soner Güler en la película Benden Ne Olur? dirigida por Murat Şenöy y lanzó el sencillo Bi' Hiçmişim Gibi. Al año siguiente, en 2023, formó parte del elenco de la serie web de beIN CONNECT Sarmaşık Zamanı, en el papel de Kerem y interpretó el papel de Mustafa Kemal Atatürk en la película Son Akşam Yemeği dirigida por Levent Onan. En el mismo año prestó su voz en el anuncio de Subaru ile Sıradışı Hedeflere.
En 2023 fue elegido para interpretar el papel del protagonista Mesut Öztürkmen en la serie emitida en Fox Şahane Hayatım, junto a los actores Hilal Altınbilek, Yiğit Özşener, Serkan Keskin, Nesrin Cavadzade, Sumru Yavrucuk, Gökçe Eyüboğlu y Timur Acar. Al año siguiente, en 2024, interpretó el papel de Cem Altın en la película Hiç dirigida por Mustafa Kotan.

## Vida personal
Onur Tuna desde 2022 ha estado vinculado sentimentalmente con la actriz Yasemin Yazıcı.

## Filmografía

### Actor

#### Cine
| Año  | Título                  | Personaje             | Director         |
| ---- | ----------------------- | --------------------- | ---------------- |
| 2014 | Bi Küçük Eylül Meselesi | Atıl                  | Kerem Deren      |
| 2020 | Ağır Romantik           | Kerem Babayiğit       | Deniz Denizciler |
| 2022 | Benden Ne Olur?         | Soner Güler           | Murat Şenöy      |
| 2023 | Son Akşam Yemeği        | Mustafa Kemal Atatürk | Levent Onan      |
| 2024 | Hiç                     | Cem Altın             | Mustafa Kotan    |

#### Televisión
| Año           | Título             | Personaje             | Cadeña  | Notas        |
| ------------- | ------------------ | --------------------- | ------- | ------------ |
| 2011-2012     | Hayat Devam Ediyor | Siraç Bakırcı         | ATV     | 46 episodios |
| 2013          | Huzur Sokağı       | Ali Taner Atahan      | ATV     | 34 episodios |
| 2014-2016     | Filinta            | Filinta Mustafa       | TRT 1   | 66 episodios |
| 2016-2017     | Cesur Yürek        | Ömer Korkmaz          | Show TV | 21 episodios |
| 2018-2019     | Yasak Elma         | Alihan Taşdemir       | Fox     | 46 episodios |
| 2019-2021     | Mucize Doktor      | Doctor Ferman Eryiğit | Fox     | 64 episodios |
| 2021-2022     | Mahkum             | Fırat Bulut           | Fox     | 31 episodios |
| 2023-presente | Şahane Hayatım     | Mesut Öztürkmen       | Fox     | ¿? episodios |

#### Web TV
| Año  | Título          | Personaje | Plataforma   | Notas        |
| ---- | --------------- | --------- | ------------ | ------------ |
| 2023 | Sarmaşık Zamanı | Kerem     | beIN CONNECT | 12 episodios |

### Actor de voz

#### Televisión
| Año  | Título                        | Notas      |
| ---- | ----------------------------- | ---------- |
| 2023 | Subaru ile Sıradışı Hedeflere | Publicidad |

## Discografía

### EP
| Año  | Álbum       | Canción          | Duration |
| ---- | ----------- | ---------------- | -------- |
| 2018 | Uzay Misali | Uzay Misali      | 2:57     |
| 2018 | Uzay Misali | Ben Özlerim      | 3:55     |
| 2018 | Uzay Misali | Korkmadım        | 3:37     |
| 2018 | Uzay Misali | Etrafı Kalabalık | 4:09     |

### Individual
| Año  | Canción           | Duration |
| ---- | ----------------- | -------- |
| 2019 | Yangın Yeri       | 4:24     |
| 2022 | Bi' Hiçmişim Gibi | 2:53     |

### Bandas sonoras
| Año       | Título de la serie | Título del episodio | Episodios   |
| --------- | ------------------ | ------------------- | ----------- |
| 2018-2019 | Yasak Elma         | Korkmadım           | Episodio 10 |
| 2018-2019 | Yasak Elma         | Ben Özlerim         | Episodio 31 |

## Premios y reconocimientos
| Año  | Premio                                                          | Categoría                                   | Trabajo            | Resultado |
| ---- | --------------------------------------------------------------- | ------------------------------------------- | ------------------ | --------- |
| 2012 | Doruktakiler - Premios al logro del año en escuelas de ciencias | Mejor actor revelación del año              | Hayat Devam Ediyor | Ganador   |
| 2016 | Revista KKTC Gazetecileri Ödül Töreni                           | Mejor actor de televisión masculino del año | Filinta            | Ganador   |
| 2016 | Revista Çekmeköy 2023 "Primeros Premios de Conciencia Social"   | Mejor actor de televisión masculino del año | Filinta            | Ganador   |